# كارل أندرياس هوفمان
كارل أندرياس هوفمان (بالألمانية: Karl Andreas Hofmann)‏ هو كيميائي ألماني، ولد في 1870 في آنسباخ في ألمانيا، وتوفي في 1940 في تشارلوتنبرغ في ألمانيا.